# SHINee WORLD 2016 ~D×D×D~
《SHINee WORLD 2016 ~D×D×D~》는 대한민국의 보이 그룹 샤이니의 네 번째 일본 전국 콘서트 투어이다.

## 개요
2015년 10월 8일, 샤이니 일본 공식 홈페이지는 16회에 걸친 아레나 투어 일정을 공개하였다. 이전 투어와 마찬가지로 현지 팬들의 호응이 좋아 4회에 걸친 도쿄 돔, 쿄세라 돔 공연 일정이 추가되었다. 샤이니는 20회에 걸친 본 투어를 통해 38만명의 누적 관객을 동원하였고 더 나아가 4년간의 투어를 통해 100만명의 통산 누적 관객을 동원하였다.

## 투어 일정
| 날짜            | 도시     | 장소                               | 관객 동원      |
| --------------- | -------- | ---------------------------------- | -------------- |
| 2016년 1월 30일 | 복강     | 마린 멧세 후쿠오카                 | 통산 20,000명  |
| 2016년 1월 31일 | 복강     | 마린 멧세 후쿠오카                 | 통산 20,000명  |
| 2016년 2월 6일  | 후쿠이시 | 후쿠이 선 돔                       | 10,000명       |
| 2016년 2월 12일 | 신호     | 고베 월드 기념 홀                  | 통산 30,000명  |
| 2016년 2월 13일 | 신호     | 고베 월드 기념 홀                  | 통산 30,000명  |
| 2016년 2월 14일 | 신호     | 고베 월드 기념 홀                  | 통산 30,000명  |
| 2016년 3월 24일 | 동경     | 국립 요요기 경기장 제1체육관       | 통산 36,000명  |
| 2016년 3월 25일 | 동경     | 국립 요요기 경기장 제1체육관       | 통산 36,000명  |
| 2016년 3월 26일 | 동경     | 국립 요요기 경기장 제1체육관       | 통산 36,000명  |
| 2016년 4월 2일  | 니가타시 | 니가타 토키 멧세                   | 8,000명        |
| 2016년 4월 5일  | 나고야시 | 니혼 가이시 홀                     | 통산 20,000명  |
| 2016년 4월 6일  | 나고야시 | 니혼 가이시 홀                     | 통산 20,000명  |
| 2016년 4월 9일  | 광도     | 그린 아레나                        | 통산 22,000명  |
| 2016년 4월 10일 | 광도     | 그린 아레나                        | 통산 22,000명  |
| 2016년 4월 23일 | 찰황     | 홋카이도립 종합 체육 센터          | 통산 16,000명  |
| 2016년 4월 24일 | 찰황     | 홋카이도립 종합 체육 센터          | 통산 16,000명  |
| 2016년 5월 14일 | 대판     | 교세라 돔 오사카 (SPECIAL EDITION) | 통산 90,000명  |
| 2016년 5월 15일 | 대판     | 교세라 돔 오사카 (SPECIAL EDITION) | 통산 90,000명  |
| 2016년 5월 18일 | 동경     | 도쿄 돔(SPECIAL EDITION)           | 통산 110,000명 |
| 2016년 5월 19일 | 동경     | 도쿄 돔(SPECIAL EDITION)           | 통산 110,000명 |

## 세트 리스트
- Opening VCR -
- Password (JP)
- Wishful Thinking (JP)
- Married To The Music (JP)
- View (JP)

- Ment -
- Your Number (JP)

- VCR #2 -
- Note+Clue+Sherlock (KR)
- Stranger_SHINee WORLD IV Ver. (JP)
- Breaking News (JP)
- Everybody (JP)

- VCR #3 -
- Sweet Surprise (JP)
- Keeping Love Again (JP)
- LOVE (JP)

- VCR #4 -
- BOYS WILL BE BOYS (JP)

- Ment -
- Photograph (JP)
- 3 2 1 (JP)

- Band & Dancer Introduction -
- Dazzling Girl (JP)
- WANTED (JP)
- LUCIFER_SHINee WORLD I Ver. (JP)
- Picasso (JP)
- BURNING UP! (JP)

- Ment -
- DxDxD (JP)

- Encore -
- Good Good Feeling (JP)
- Downtown Baby (JP)

- Ment -
- 君のせいで3월 24일부터 (JP/너 때문에)

- Ment3월 24일부터-
- Sing Your Song (JP)
- Moon Drop (JP)

- Opening VCR -
- Breaking News (JP)
- D×D×D (JP)

- Ment -
- Note+Clue+Sherlock (JP)
- Stranger_SHINee WORLD IV Ver. (JP)
- Everybody (JP)

- VCR #2 -
- Wishful Thinking (JP)
- Married To The Music (JP)
- View (JP)
- JoJo (JP)
- Your Number (JP)

- VCR #3 -
- Sweet Surprise (JP)
- Keeping Love Again (JP)
- Moon Drop (JP)
- LOVE (JP)

- VCR #4 -
- Lookbook[2](JP/Key Solo)

- VCR #5 -
- Crazy (KR-JP/종현 Solo)

- VCR #6 -
- キセキ (기적)[3](JP/민호 Solo)

- VCR #7 -
- 공주는 잠 못 이루고 (Nessun Dorma)[4](EN/온유 Solo)

- VCR #8 -
- 〈Press It〉 Medley (JP/태민 Solo)

1. One By One
2. Soldier
3. Press Your Number

- VCR #9 -
- BOYS WILL BE BOYS (JP)

- Ment -
- Replay - 君は僕のeverything - (JP)
- Photograph (JP)
- 3 2 1 (JP)
- Dazzling Girl (JP)

- Band & Dancer Introduction -
- WANTED (JP)
- LUCIFER_SHINee WORLD I Ver. (JP)
- BURNING UP! (JP)
- Picasso (JP)

- Encore -
- Downtown Baby (JP)
- Good Good Feeling (JP)

- Ment - 
- 君のせいで (JP/너 때문에)

- Ment -
- Sing Your Song (JP)

## 제작
- 샤이니 (온유, 종현, Key, 민호, 태민)
- 주최 : SM 엔터테인먼트 재팬, ON THE LINE
- 후원 : 유니버설 뮤직 재팬